# Stethotrix
Caprona là một chi bướm ngày thuộc họ Bướm nâu.